# James Anderson of Hermiston
James Anderson of Hermiston (Hermiston, 1739 – Isleworth, 1808) è stato un economista scozzese.
Nell'opera Inquiry into the nature of the corn laws, with a view to the corn bill proposed for Scotland (1777) precedette notevolmente le future teorie di David Ricardo. Biasimò spesso il metodo economico europeo, secondo lui inconcepibile e spiegò le ragioni della mancata crescita dell'industra. Diresse inoltre la rivista The Bee (1790-1794).